# Offworld Trading Company
Offworld Trading Company ist ein ökonomisches Echtzeit-Strategiespiel, das von Mohawk Games entwickelt und von Stardock am 28. April 2016 für Microsoft Windows und macOS digital veröffentlicht wurde. Es ist der Debüt-Titel des Indie-Entwicklers.

## Spielprinzip
Ähnlich einer Wirtschaftssimulation gilt es, eine Firma profitabler als die Konkurrenz zu machen. Man baut hierfür auf dem Mars Rohstoffe ab, gewinnt Wasser oder betreibt Landwirtschaft. Dafür stehen nur begrenzt viele Hexfelder zur Verfügung. Jede Ware erhält einen Preis, der sich nach Angebot und Nachfrage richtet, und kann an der Warenbörse sowohl verkauft als auch gekauft werden. Auf dem Schwarzmarkt können Hacker-Angriffe, Piraterie oder andere Sabotageakte angezettelt werden. Auch Transportrouten gilt es zu optimieren, da Treibstoff ebenfalls eine Ressource ist.

## Entwicklung
Das Spiel wurde von Soren Johnson, dem leitenden Entwickler von Civilization IV, federführend entwickelt. Es erschien zunächst im Februar 2015 im Early Access jedoch mit größtenteils finalisiertem Funktionsumfang. Die finale Version wurde am 28. April nach insgesamt 10 großen Aktualisierungen veröffentlicht.
In einer ersten Erweiterung Jupiter's Forge wurde der Schauplatz auf den Jupitermond Io verlegt auf dessen Oberfläche aufgrund des Vulkanismus harschere Bedingungen vorherrschen. Zudem sind die Ressourcen auf Io endlich. Im Weiteren wurde das Spiel um weitere Gebäude, neue Ressourcen, Schwarzmarktaktionen und zwei neue Fraktionen erweitert. In einer 1000-Map-Challenge, bei der jede folgende Karte schwieriger wird, können Spieler sich global in einer Rangliste platzieren.
In dem DLC Limited Supply kämpft der Spieler nicht mehr gegen Konkurrenten, sondern muss ähnlich einem Survival-Spiel mit begrenzten Ressourcen um das Überleben auf dem Mars kämpfen.
2019 entschied man sich, den Mehrspielermodus unter einem Free-to-play-Vertriebsmodell weiterzubetreiben.

## Rezeption
Genreunüblich gehe es nicht darum, eine große Armee aufzustellen, sondern mit Rohstoffen, Produkten und Barvermögen zu dominieren. Für Mathias Oertel von 4Players sei Offworld Trading Company „knallhart, hektisch und unnachgiebig“. Die Simulation von Angebot und Nachfrage wirke realistisch. Mit nur 13 verschiedenen Waren bleibe der Wirtschaftskreislauf überschaubar. Die Zufallskarten und der Schwarzmarkt sorge für hohes Spannungs- und Überraschungsmoment. Die Kampagne hingegen bleibe oberflächlich und die vier Fraktionen hätten kaum Unterschiede. Für Rainer Sigl von Der Standard erinnere es optisch an Sid Meier’s Civilization und vom Spielprinzip her M.U.L.E. Das Strategiespiel sei innovativ und böte ein einzigartiges Gameplay. Felix Schütz von PC Games lobte die gute Spielbarkeit dank der schlichten Oberfläche. Es gäbe nur wenige dafür eng verzahnte Spielmechaniken, in die im Tutorial gut eingeführt werde. Seine Stärken spiele es vor allem im Mehrspielermodus aus.